# Tisserandov parametar
Tisserandov parametar ili Tisserandova invarijanta je vrijednost koja se koristi za kvalifikaciju odnosa između relativno malog nebeskog tijela i većeg tijela koje perturbira njegovu orbitu. Tisserandov parametar je aproksimacija odnosa pomoću sustava triju tijela, te se koristi u situacijama kada se mase svih triju tijela jako razlikuju (kao primjerice mase Sunca, nekog planeta i nekog asteroida). Nazvan je po francuskom astronomu Félixu Tisserandu.
Za tijelo s velikom poluosi a, ekscentricitetom e i inklinacijom i, te veliku poluos aP perturbirajućeg tijela, Tisserandov parametar iznosi
{\displaystyle T_{P}\ ={\frac {a_{P}}{a}}+2\cos i{\sqrt {{\frac {a}{a_{P}}}(1-e^{2})}}}
Tisserandov parametar koristan je jer se njegova vrijednost otprilike očuvava prilikom nekih perturbacija orbitalnih parametara manjeg tijela zahvaljujući Tisserandovoj relaciji.

## Primjene
- Tisserandov parametar u odnosu na Jupiter (TJ) često se koristi za raščlanjivanje asteroida (obično TJ > 3) od kometa Jupiterove obitelji (obično vrijedi 2 < TJ < 3).[3]
- Mali planeti damokloidi se definiraju kao tijela s TJ < 2.[4]
- Očuvanje vrijednosti parametra prije i poslije susreta s perturbirajućim tijelom koristi se da bi se potvrdilo ili opovrgnulo da su nebeska tijela opažena (na različitim orbitama) prije i poslije susreta jedno te isto tijelo.
- Isti efekt daje nam do znanja i neka ograničenja na moć efekta praćke u pogonjenju zemaljskih letjelica prema rubu Sunčevog sustava.
- Predlaže se korištenje Tisserandovog parametra u odnosu na Neptun (TN) kod transneptunskih objekata za razlikovanje objekata raspršenog diska (pod utjecajem Neptuna) od odvojenih objekata (posve izvan Neptunovog utjecaja).
- Tisserandov parametar mogao bi se upotrijebiti da se pokaže prisutnost supermasivne crne rupe u središtu Mliječne staze pomoću orbitalnih parametara obližnjih zvijezda.[5]

## Vezani koncepti
Parametar je povezan s tzv. Delaunayevim standardnim varijablama, kojima se proučavaju perturbacije hamiltonijana u sustavu triju tijela. Ne uračunavši perturbacije višeg reda, vrijednost izraza {\displaystyle {\sqrt {a(1-e^{2})}}\cos i} ostaje konstantna.
Kao posljedica toga javlja se rezonanca između promjena inklinacije i ekscentriciteta - Kozaijev mehanizam. Tim mehanizmom tijela u gotovo kružnoj orbiti s visokim ekscentricitetom tijekom vremena mogu postupno prijeći u veoma ekscentričnu orbitu s malom inklinacijom. Taj mehanizam utječe na orbite blizusunčevih kometa, koji nagnutu orbitu na sigurnoj udaljenosti od Sunca mijenjaju u orbitu u ekliptici, ali s perihelom veoma blizu Sunčeve površine.